# Georg Blank
Pour les articles homonymes, voir Blank.
Georg Blank (19 juin 1888 à Berlin - 12 juillet 1944 à Munich) était un homme politique et un résistant au régime national-socialiste.
Blank organisa des actions antifascistes illégales à Berlin. Il fut arrêté par la Gestapo, transporté en Bavière où il mourut en 1944 dans une prison SS à Munich.
À Berlin, une rue porte son nom dans le quartier de Prenzlauer Berg.